# Oberthürnau
Oberthürnau ist eine Ortschaft und eine Katastralgemeinde der Stadtgemeinde Drosendorf-Zissersdorf im Bezirk Horn im niederösterreichischen Waldviertel mit 44 Einwohnern (Stand 1. Jänner 2024).

## Geografie
Das Dorf liegt links über der Thaya und ist über die Landesstraße L1187 erreichbar, die am Ort vorbeiführt und an der Staatsgrenze zu Tschechien endet. Am 1. April 2020 umfasste die Ortschaft 21 Adressen. Der Ortsname leitet sich vermutlich von der südöstlich gelegenen Ruine Thürnau ab.

## Geschichte
Laut Schweickhardt waren die Bewohner zumeist Landbauern, die gut mit Ackerland bestiftet waren, aber kaum über Wiesen und nur über wenig Wälder verfügten. Daher betrieben sie neben der Feldwirtschaft, wo sie Korn, Erbsen, Linsen, Erdäpfel, Wicke, Klee, Rüben, Möhren und Flachs zogen, auch die  Kalkbrennerei. Die Viehzucht musste ohne Beweidung das Auslangen finden.
Im Jahr 1822 wurde der Ort als Dorf mit 16 Häusern genannt, das nach Drosendorf eingepfarrt war, wohin auch die Kinder eingeschult wurden. Die Herrschaft Drosendorf besaß die Ortsobrigkeit, übte die Landgerichtsbarkeit aus und besorgte die Konskription. Die Untertanen und Grundholde des Ortes gehörten den Herrschaften Drosendorf und Geras.
Gemäß Adressbuch von Österreich waren im Jahr 1938 in Oberthürnau ein Schmied, ein Trafikant und mehrere Landwirte ansässig.